# باشگاه فوتبال الفرسبرگ
باشگاه فوتبال الفرسبرگ (آلمانی: SV Elversberg) باشگاهی فوتبال در آلمان واقع در اشپیزن-الفرسبرگ است که از فصل ۲۴–۲۰۲۳ بعد از صعود از لیگا ۳ در بوندس‌لیگا ۲ بازی می‌کند.
از بازیکنان این تیم می‌توان به فرانک لیمن، کوین کنراد، فردریک جاکل، دومینیک مارتینوویچ، جانیک روچلت، لوکا دورهولتز، پاول وانر، هوگو واندرمرش و وحید فقیر اشاره کرد.
برخی از سرمربیان تاریخ این باشگاه عبارتند از دیتمار هیرش، رولاند سیتز، اشتفان مینکویتس، مایکل ویزینگر و هورست استفن.